# O Descasamento
O Descasamento é uma peça teatral em dois atos escrita por Miguel M. Abrahão em 1977 e publicada, pela primeira vez, em 1981 no Brasil.

## Sinopse
O Descasamento é um peça teatral, alinhada à estética do Teatro do Absurdo, e conta a história de Porcina e Geraldinho, casal que se desama e pretende, desromanticamente, desunirem-se em desmatrimônio para todo o sempre. Permeada por um humor inteligente, esta comédia passa por todas as fases de um casamento normal em sentido inverso. Como sempre, característica constante na dramaturgia de Miguel M. Abrahão, o final trará fatos inesperados e reviravoltas surpreendentes. É desta peça teatral uma das frases mais reproduzidas por meios eletrônicos, dita pela personagem Porcina: Eu não vou sentir ciúmes do meu ex, dona Tontinha, porque desde pequena, minha mãe me ensinou que se deve doar os brinquedos usados às meninas mais necessitadas.